# جاك وردة
جاك وردة نحات وفنان تشكيلي سوري (1913 - 2006م) درس النحت في باريس عام 1935 والتربية الفنية والنحت في كلية الفنون الجميلة في دمشق، وكذلك امل دراسة الفنون في إيطاليا وتخصص في التصوير والفسيفساء.
جاك وردة من الفنانين السوريين المميزين في أعمال النحت، اسلوبه واقعي وبرع في فن الفسيفساء واهتم بالطبيعة وأبدع في تجسيد الطبيعة الصامته، له الكثير من أعمال ال فسيفساء في كنائس دمشق.